# Betty Gilpin

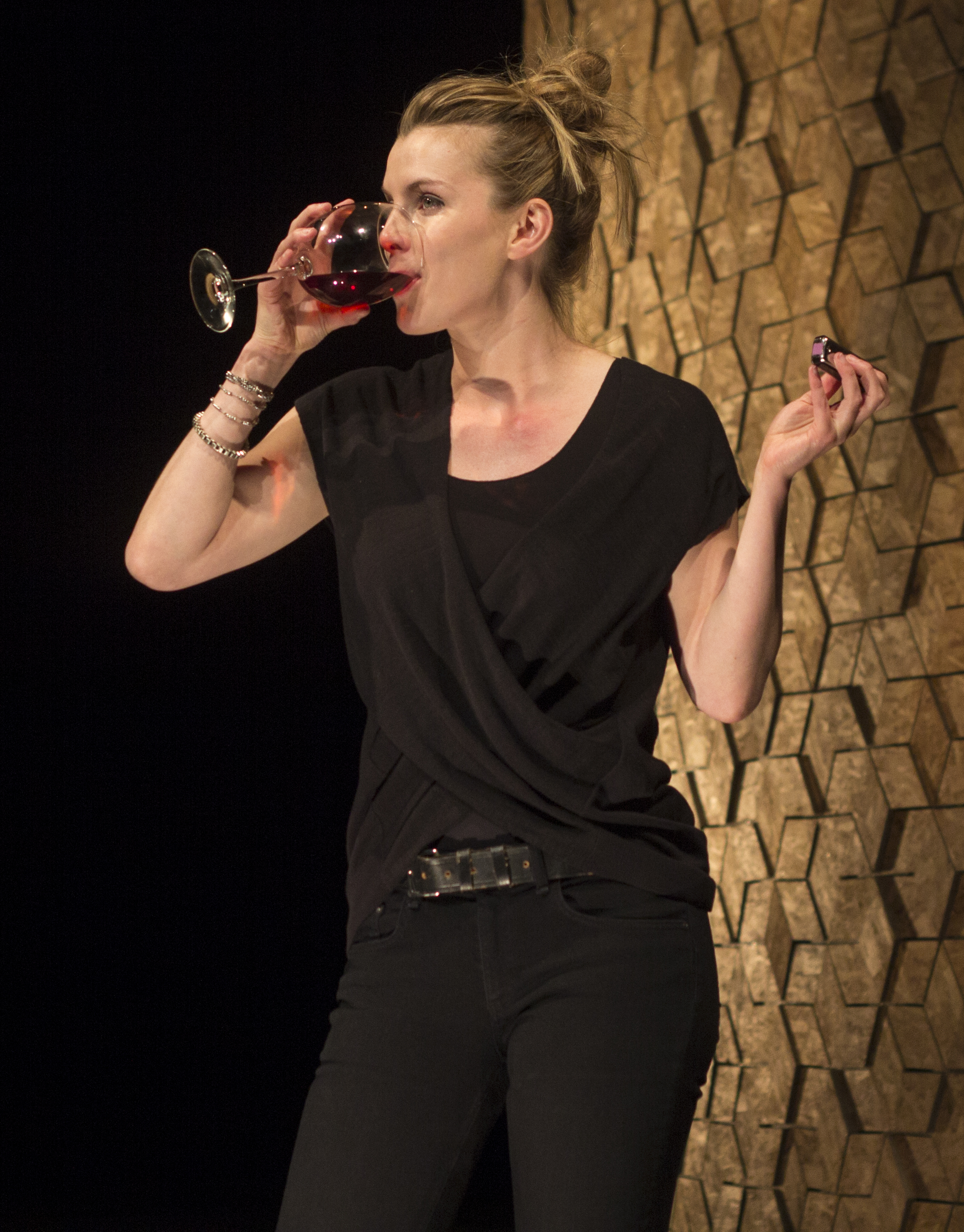
Betty Gilpin na scenie (2015)

Betty Gilpin (ur. 21 lipca 1986 w Nowym Jorku) – amerykańska aktorka, która wystąpiła m.in. w serialach GLOW, Masters of Sex i Siostra Jackie.

## Filmografia

### Filmy
| Rok  | Tytuł              | Rola         | Uwagi |
| ---- | ------------------ | ------------ | ----- |
| 2008 | Death in Love      | modelka      |       |
| 2008 | Miasto duchów      | pielęgniarka |       |
| 2014 | Take Care          | Jodi         |       |
| 2015 | True Story         | Cheryl Frank |       |
| 2017 | Future '38         | Banky        |       |
| 2019 | Jak romantycznie!  | Whitney      |       |
| 2019 | Stuber             | Becca        |       |
| 2019 | Był sobie pies 2   | Gloria       |       |
| 2020 | The Grudge: Klątwa | Nina Spencer |       |
| 2020 | Polowanie          | Crystal      |       |
| 2020 | Coffee & Kareem    | det. Watts   |       |
| 2021 | Wojna o jutro      | Emmy         |       |

### Seriale
| Rok        | Tytuł                               | Rola                                     | Uwagi       |
| ---------- | ----------------------------------- | ---------------------------------------- | ----------- |
| 2006, 2009 | Prawo i porządek: Zbrodniczy zamiar | Amanda Dockerty, Stacey Hayes-Fitzgerald | 2 odc.      |
| 2008       | Detektyw Amsterdam                  | Marika Soloway                           | 1 odc.      |
| 2008       | Fringe: Na granicy światów          | Loraine Daisy                            | 1 odc.      |
| 2009       | The Unusuals                        | Abigail Allen / Margo Stanford           | 1 odc.      |
| 2009       | Prawo i porządek                    | Paige Regan                              | 1 odc.      |
| 2010       | Żona idealna                        | Molly                                    | 1 odc.      |
| 2010       | Past Life                           | Corrine                                  | 1 odc.      |
| 2010       | Medium                              | Kim Clement                              | 1 odc.      |
| 2012       | Prawo i porządek: sekcja specjalna  | Natalie Relais                           | 1 odc.      |
| 2013–2015  | Siostra Jackie                      | dr Carrie Roman                          | 34 odcinki  |
| 2015       | Tajemnice Laury                     | Isabel Van Doren                         | 1 odc.      |
| 2016       | Elementary                          | Fiona Helbron                            | 4 odc.      |
| 2016       | Mercy Street                        | Eliza Foster                             | 2 odc.      |
| 2016       | Masters of Sex                      | dr Nancy Leveau                          | 8 odc.      |
| 2017       | Amerykańscy bogowie                 | Audrey                                   | 2 odc.      |
| 2017–2019  | GLOW                                | Debbie Eagan                             | gł. obsada  |
| 2022       | Ryk                                 | Amelia                                   | 1 odc.      |
| 2022       | Gaslit                              | Mo Dean                                  | miniserial  |
| 2023       | Three Women                         | Lina                                     | w produkcji |